# Taravao
Taravao é uma antiga cidade actualmente associada a Taiarapu-Est, na Polinésia Francesa situada a sudeste da ilha do Tahiti. Estende-se por uma área de 104,3 km², com 5.321 habitantes, segundo os censos de 2007.